# Kozjane
Kozjane je naselje v Občini Divača